# شهرستان واشینگتن (پنسیلوانیا)
شهرستان واشینگتن، پنسیلوانیا (به انگلیسی: Washington County, Pennsylvania) شهرستانی در ایالات متحده آمریکا است که در پنسیلوانیا واقع شده‌است.

## خصوصیات
شهرستان واشینگتن ۲٬۲۲۹٫۹۹ کیلومترمربع مساحت دارد.